# Change Your Life (chanson de Little Mix)
Ne doit pas être confondu avec Change Your Life (chanson de Anna Tsuchiya).
Singles de Little Mix
DNA
(2012) How Ya Doin'?
(2013)
Change Your Life est une chanson du groupe britannique Little Mix, sortie le 13 février 2013, publiée sous les labels Columbia Records et Syco Music et apparaissant sur leur premier album DNA. La chanson est écrite par le groupe et produite par Richard Stannard et Tim Powell. C'est la première chanson écrite par le groupe, inspirées par leur parcours dans l'émission The X Factor et par leur fans. Selon Jade Thirlwall, les paroles parlent de bien-être et de faire quelque chose de bien dans sa vie. C'est une ballade pop accompagnée de piano et de violon avec de brèves pauses de batterie et de basse. Les critiques sont positives et complimentent les voix des chanteuses. La chanson réussit tout de même à se classer 12e du top UK Singles Chart et 10e en Australie.

## Contexte
C'est la première chanson que les chanteuses ont écrit en tant que groupe ; Jade Thirlwall déclare : « Je pense que vous pouvez vraiment le dire quand vous écoutez les paroles.... Nous sortons de The X Factor, nous pensons à l'émission et aux fans, donc c'est une chanson assez importante ». La pochette du single est dévoilée sur le réseau social Facebook le 12 décembre 2012. Le lendemain, une vidéo avec les paroles est diffusée sur la plateforme YouTube.

## Composition
Écrite en  et en Clé de La majeur, Change Your Life est une ballade pop avec un Tempo de 80 bpm. Les couplets comportent des solos interprétés par Leigh-Anne Pinnock dans un style rap, Jesy Nelson qui utilise un Alto ainsi qu'un vibrato style soul et Jade Thirlwall qui chante la majorité de la chanson. Quant à Perrie Edwards, elle ajoute une harmonie lors du second couplet et une note élevée après le pont. Le refrain de la chanson comporte des samples de coup de pieds et d'applaudissements,.
Selon Thirlwall, les paroles parlent de se sentir mieux dans sa peau et de faire quelque chose de sa vie, elle déclare : « La chanson s'appelle Change Your Life et c'est ce dont il s'agit ». Nelson explique : « la chanson parle du fait de ne pas laisser les gens vous rabaisser et de toujours croire en vous ».

## Clip
Un clip est réalisé par Dominic O'Riordan et Warren Smith. Thirlwall précise: « Nous voulions que ce soit plus sur nous et montrer qui nous sommes. C'est beaucoup plus doux et réel que nos précédents clips. Nous sommes juste détendues et nous représentons la chanson et l'interprétons comme elle doit l'être. Il n'y a pas de feux d'artifice ou de saltos arrière, c'est juste nous qui livrons une grande chanson ».
Le clip comprend des placements de produits tels que les poupées à l'effigie du groupe, créé par Vivid imagination ainsi que des appareils photos Samsung Electronics,. Dans le clip, les mères des membres du groupe font un caméo.
Le clip devait être présenté le 18 janvier 2013, mais est repoussé au 31 janvier 2013 pour y inclure des images des premières dates de la tournée du groupe.

## Classements
| Classement        | Pays             | Position | Référence |
| ----------------- | ---------------- | -------- | --------- |
| ARIA              | Australie        | 8        | [ 13 ]    |
| Gaon Chart        | Corée du Sud     | 35       | [ 14 ]    |
| OCC               | Écosse           | 8        | [ 15 ]    |
| SNEP              | France           | 132      | [ 16 ]    |
| IRMA              | Irlande          | 12       | [ 17 ]    |
| Recorded Music NZ | Nouvelle-Zélande | 29       | [ 18 ]    |
| OCC               | Royaume-Uni      | 12       | [ 19 ]    |
| Rádio - Top 100   | Slovaquie        | 60       | [ 20 ]    |

## Certifications
| Pays             | Certification | Ventes  | Références |
| ---------------- | ------------- | ------- | ---------- |
| Nouvelle-Zélande | Or            | 7 500   | [ 21 ]     |
| Royaume-Uni      | Argent        | 200 000 | [ 22 ]     |